# Коллекция Кроза

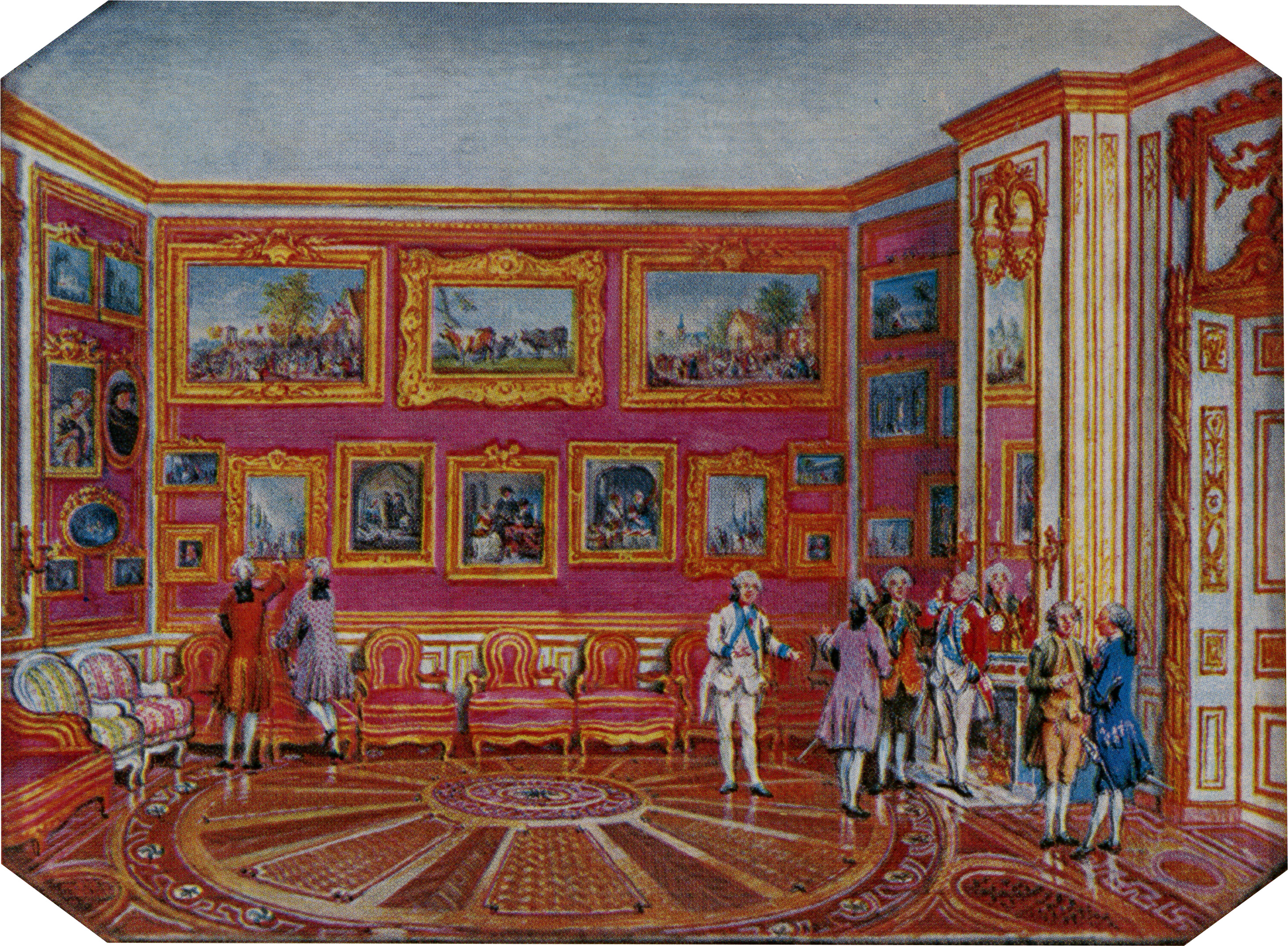
Миниатюра Луи-Николя Ван Бларенберга, на которой представлена часть картинной галереи Кроза в главном кабинете особняка на Вандомской площади, 1770

Колле́кция Кроза́ (фр. Collection Crozat) — крупное частное собрание произведений искусства, сформированное в первой половине XVIII века и принадлежавшее французской семье Кроза́, известным финансистам и любителям искусства. Расценивается как самое значительное собрание в Париже XVIII века, а современники характеризовали его как самое большое количество сокровищ живописи и различных редкостей, которое могло быть собрано частным лицом.
Бо́льшая и ценнейшая часть этой коллекции была приобретена в 1772 году императрицей Екатериной II у наследников Луи Антуана Кроза и поступила в новоучреждённый в 1764 году Императорский Эрмитаж, став значительным пополнением этого музея.

## История

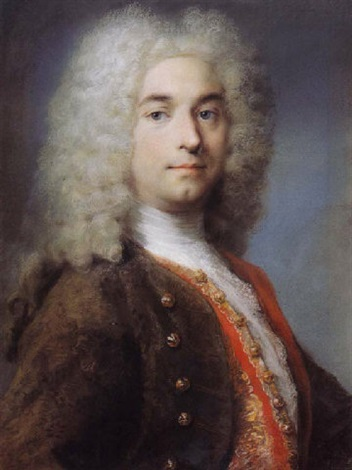
Розальба Каррьера. Портрет Пьера Кроза. Пастель. Частное собрание

Начало созданию знаменитой коллекции положил Пьер Кроза (1661—1740), разбогатевший благодаря своему участию в финансовых предприятиях брата Антуана Кроза, который носил титул маркиза дю Шателю и выгодно занимался американскими делами, вкладывая средства в так называемую треугольную торговлю, осуществляемую через Гвинейскую компанию. Ему также принадлежали крупные табачные плантации во французской Вест-Индии. В 1712—1717 годах братья располагали монополией на управление Луизианой. Пьер Кроза, переехав в Париж, сделал карьеру финансиста и добился звания казначея Франции. Он также являлся известным меценатом и страстным ценителем искусства, за что был даже прозван «Бедный Кроза» (фр. le pauvre), так как истратил значительную часть состояния на приобретение шедевров искусства, а также в отличие от брата, имевшего более крупное состояние. Его художественное собрание (или, как говорили в то время, «Кабинет Кроза» (Cabinet Crozat), считалось крупнейшей и одной из лучших из частных коллекций Франции.

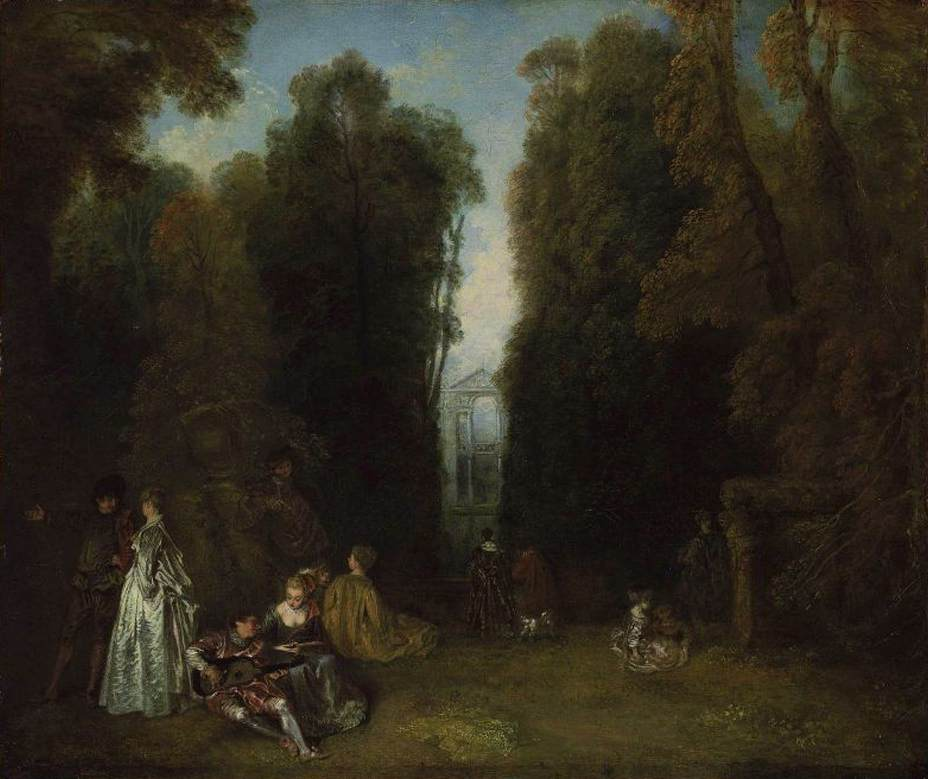
Антуан Ватто. Вид между деревьями в парке Пьера Кроза. Ок. 1715. Музей изящных искусств, Бостон

Пьер Кроза был тесно связан с художественным миром, особенно он ценил искусство рококо, покровительствовал художникам Антуану Ватто, Шарлю де Лафоссу и другим представителям этого направления. Так, осенью 1711 года Антуан Ватто получил от мецената заказ на выполнение картин живописного цикла «Времена года» (1711—1716, этюды хранятся в Лувре) и приглашение жить и работать в его доме. Художник прожил в доме Кроза несколько лет с 1714 года и покинул Кроза из-за возникшей между ними размолвки.
В этот период Ватто получил возможность близкого знакомства и детального изучения шедевров из коллекции Кроза и, по словам друга и биографа художника Эдма-Франсуа Жерсена (1694—1750), «жадно набросился на них и не знал иных радостей, как только без конца рассматривать и даже копировать рисунки великих мастеров».

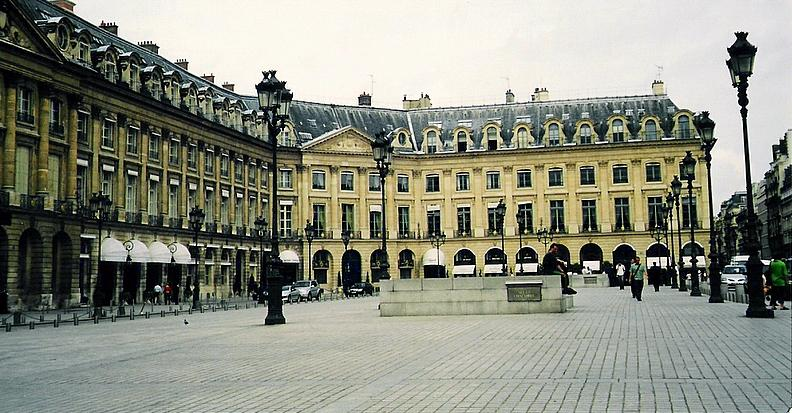
Особняки Кроза (№ 17) и д’Эврё (№ 19) на Вандомской площади в Париже

Богато украшенный парижский особняк Кроза на улице Ришельё представлял собой целый музей, заключавший в себе свыше 400 картин разнообразных школ живописи, богатую коллекцию античных статуй и бюстов, много других мраморных и бронзовых скульптур, собрание фарфоровых вещей и майолик, обширный кабинет резных камней, в котором насчитывалось до 1382 номеров, уникальную коллекцию рисунков знаменитых художников, в числе более чем 19 000 листов, собрание гравюр (до 2000 листов) и, наконец, библиотеку, насчитывавшую более 20 000 томов. Соперничать с этим собранием могла только коллекция герцога Орлеанского, в формировании которой он принимал участие в 1721 году представляя интересы регента, Филиппа II, герцога Орлеанского при покупке 150 картин из собрания королевы Кристины Шведской предназначенных для украшения Пале-Рояля.

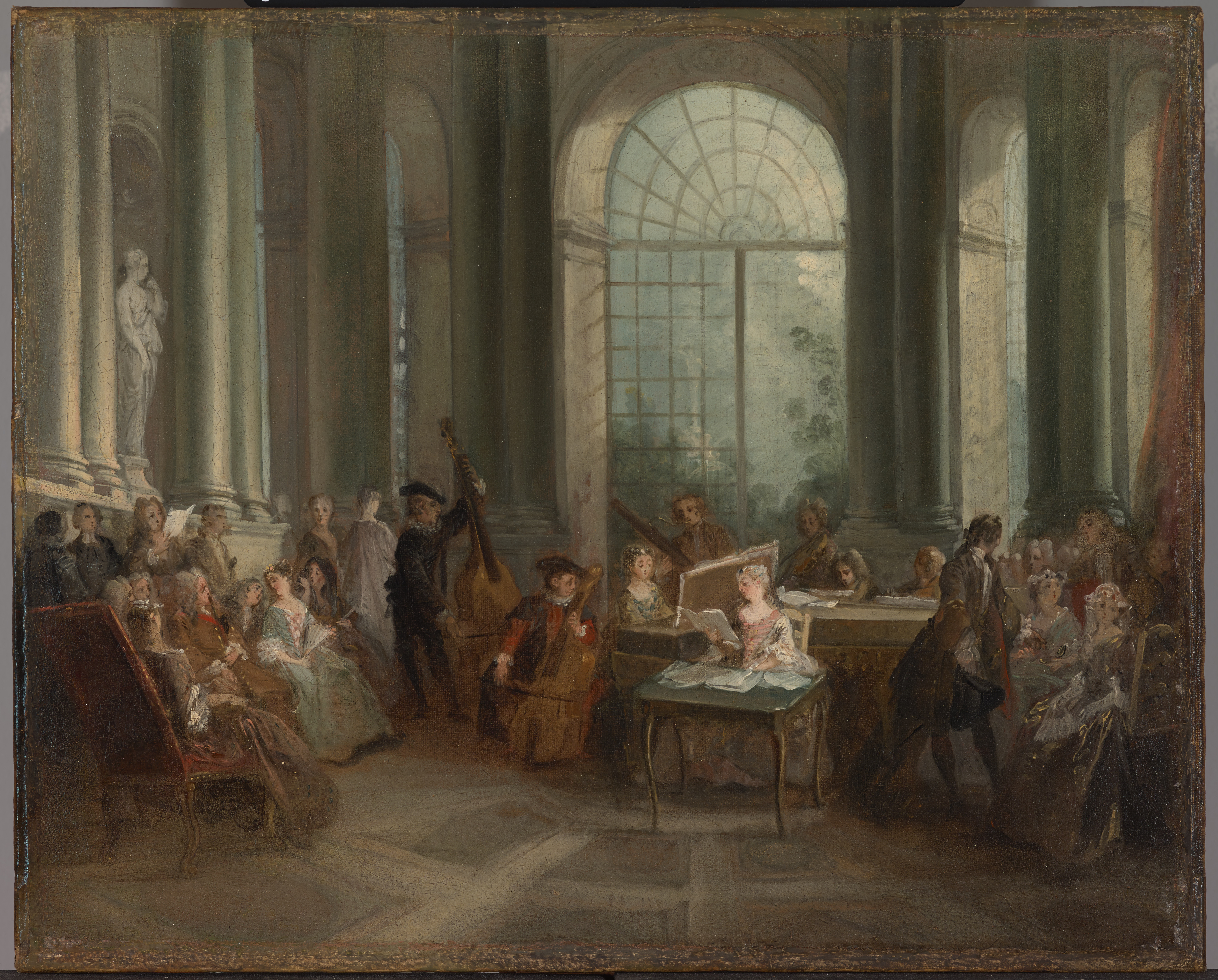
Никола Ланкре. Концерт в овальной гостиной замка Пьера Кроза в Монморанси. Ок. 1720. Музей искусств Далласа, США

В 1722 году историк и теоретик искусства, гравёр, издатель и коллекционер Пьер-Жан Мариетт познакомился с Пьером Кроза, составил каталог его выдающейся коллекции и приобрёл у Кроза несколько рисунков. Вместе с Кроза П.-Ж. Мариетт осуществлял знаменитое издание сборника гравюр, выполненных лучшими мастерами его времени с избранных картин и рисунков из собраний короля, герцога Орлеанского и самого Кроза под названием «Коллекция эстампов с лучших картин и рисунков, находящихся во Франции в Королевском собрании, а также в собрании герцога Орлеанского и других, разделённая по разным школам» (Recueil d’estampes d’après les plus beaux tableaux et d’après les plus beaux dessins qui sont en France, dans le cabinet du roi, dans celui de Mgr. le duc d’Orleans et dans d’autres cabinets, Париж, 1729—1742, 2т. in-f°; второе издание 1763, третье — 1776). Мариетт собственноручно гравировал и печатал многие иллюстрации.
Текст, написанный Мариеттом, включал описание коллекции, сделанное самим Кроза. Издателем был также Кроза, поэтому альбом, содержащий около ста восьмидесяти гравюр офортом и резцом (главное место занимали воспроизведения картин итальянских художников, в особенности Рафаэля и его школы) получил в истории искусства краткое название: «Кабинет Кроза» (Cabinet de Crozat). В издании в качестве гравёра принимал участие и граф де Келюс.
После смерти коллекционера принадлежавшее ему собрание рисунков, «одно из самых замечательных во всей мировой истории», было продано в 1741 году с аукциона, а вырученные деньги, согласно завещанию владельца, пошли на благотворительные цели в пользу бедных. Каталог этой продажи издан его другом Пьер-Жаном Мариеттом, который также приобрёл значительную часть рисунков. Также часть рисунков перешла в собственность шведского государственного деятеля и дипломата графа Карла Густава Тессина, и в настоящее время они находятся в стокгольмском Национальном музее Швеции. Собрание резных камней было полностью выкуплено герцогом Орлеанским, остальные художественные предметы перешли в наследство к старшему племяннику покойного, Луи-Франсуа Кроза, маркизу дю Шатель (1691—1750), после которого скульптурные произведения были распроданы, а картины и эстампы были разделены между двумя его братьями, Жозефом-Антуаном Кроза, маркизом де Тюньи (1699—1750), и Луи Антуаном Кроза, бароном де Тьером (1700—1777). Последний, третий племянник Пьера Кроза, был большой библиофил и собиратель произведений искусства. Получив в наследство часть коллекций своего дяди, он увеличил их собственными приобретениями и обладал библиотекой, содержавшей в себе свыше 4500 сочинений, 427 картинами различных школ и коллекциями скульптур и гравюр. Сыновей ни у одного из сыновей Антуана и племянников Пьера Кроза не было, а имущество разошлось по частным французским коллекциям. Из трёх дочерей барона Тьера от брака с графиней Монморанси-Лаваль две были замужем за маркизами из дома Бетюнов, а третья — за герцогом де Брольи, который стал фельдмаршалом на российской службе.

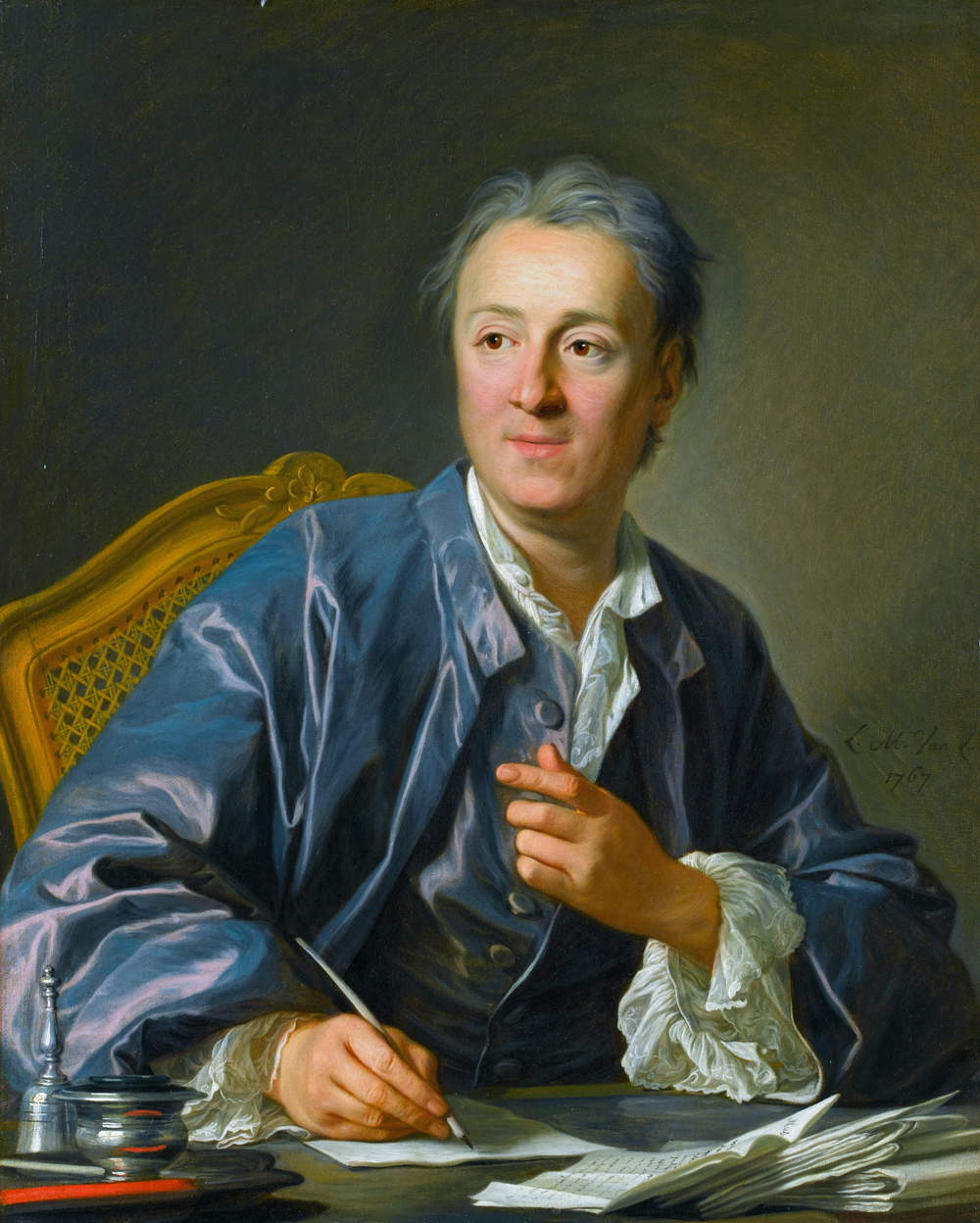
Луи-Мишель ван Лоо. Портрет Дени Дидро. 1767. Лувр, Париж

После смерти барона Тьера по поручению Екатерины II просветителю-энциклопедисту Дени Дидро, выполнявшему многие её поручения, при участии его друга литератора Фридриха Мельхиора Гримма и российского посла во Франции Д. А. Голицына, а также при посредничестве женевского коллекционера Франсуа Троншена (ранее он продал для Эрмитажа свою коллекцию) удалось в 1772 году договориться о приобретении без аукциона большей части картин из наследства Кроза для Картинной галереи Императорского Эрмитажа, условной датой основания которой считается 1764 год. Следует отметить, что в литературе неоднократно отмечались заслуги Дидро перед русской культурой и искусством, а его авторитет в своё время был в России очень велик. Просветитель переписывался с императрицей, помогал советами и консультациями в области художественного образования и практики, выполнял различные поручения императорского двора по приобретению произведений искусства: «Фактически именно Дидро заложил основу западноевропейской коллекции Эрмитажа, выступая как поверенный в делах князя Д. А. Голицына и в этой функции сыграв решающую роль в приобретении для России ряда выдающихся по своему значению частных собраний, в том числе замечательного барона Кроза».
Переговоры о покупке коллекции Кроза длились полтора года, и сделка закончилась продажей всего собрания за 460 000 ливров. В художественное собрание, приобретённое для императрицы, входило пять картин Рафаэля (из них наиболее известна «Святое семейство»), одна картина Микеланджело, «Юдифь» Джорджоне, «Даная» Тициана, семь картин Рембрандта (среди них «Даная» и «Святое семейство»), «Оплакивание Христа» Веронезе, 10 картин Тициана, 3 Корреджо, 2 Дюрера, «Рождение Иоанна Крестителя» Тинторетто. Среди 15 произведений Рубенса были приобретены известные полотна «Вакх», «Портрет камеристки инфанты Изабеллы» и «Изгнание Агари», эскизы для оформления Люксембургского дворца в Париже. Ван Дейк был представлен полотном «Неверие Фомы» и 6 портретами, среди которых — автопортрет художника. Таким образом, это приобретение обогатило российский музей рядом выдающихся шедевров великих мастеров и большим числом первоклассных картин.
Эта продажа получила широкую известность и вызвала резонанс во французских и европейских художественных кругах. Так, Дидро в письме Этьену Фальконе от 20 марта 1771 года писал:
Я вызываю настоящую ненависть в обществе, и знаете почему? Потому что посылаю вам картины. Вопят любители, вопят художники, вопят богачи… Императрица собирается приобрести собрание Тьера во время разорительной войны: вот что их унижает и повергает в смущение.

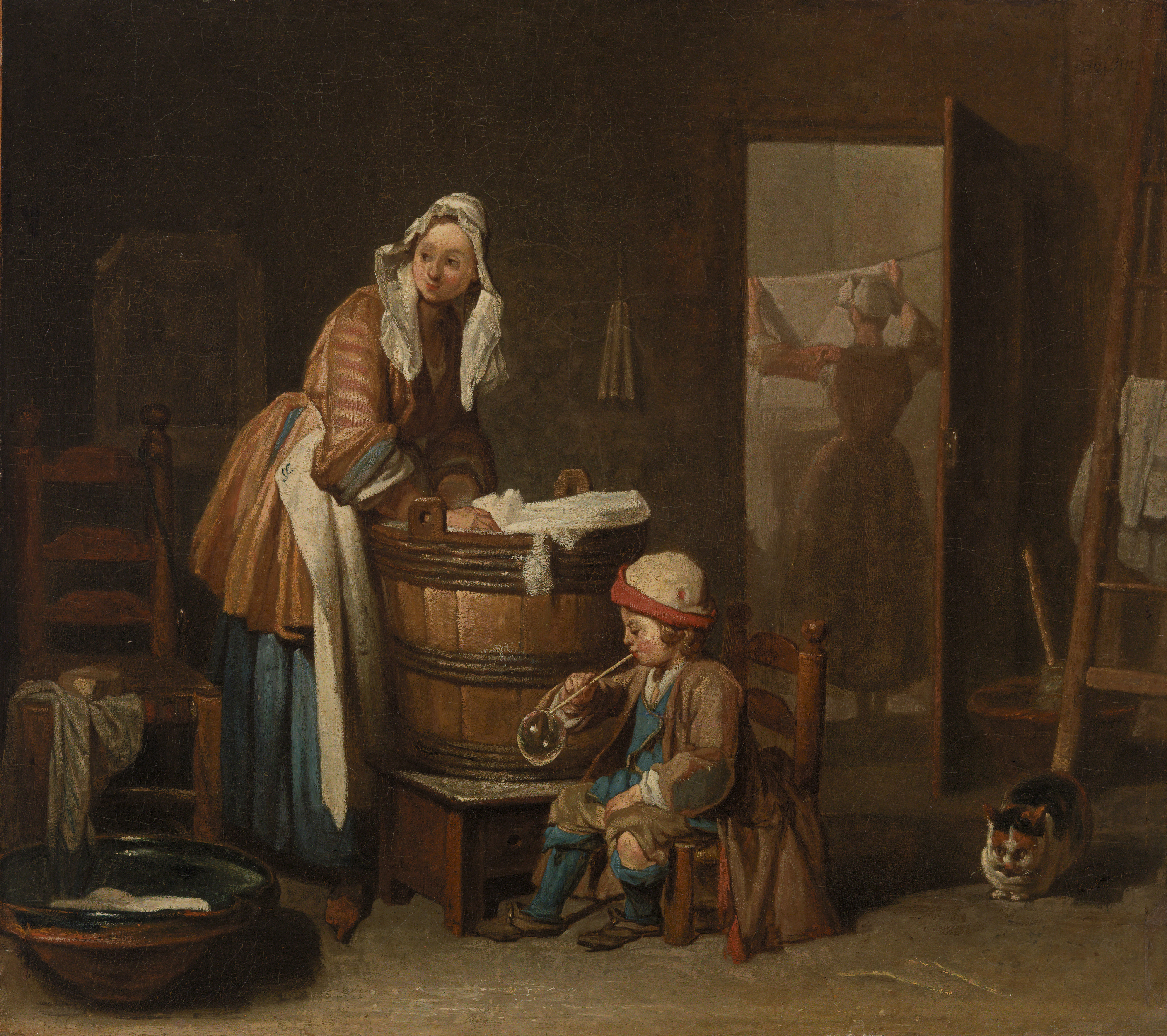
Жан-Батист Шарден. Прачка. Ок. 1737. Государственный Эрмитаж, Санкт-Петербург

Помимо картин итальянской, нидерландской и фламандской школ, коллекция Кроза включала множество полотен французских мастеров XVII—XVIII вв (в том числе работы Л. Ленена, Н. Пуссена, К. Желе, П. Миньяра, Н. Ларжильера, А. Ватто, Н. Ланкре и Ж.-Б. Шардена). Одновременно с этим на аукционе были также приобретены 11 картин собрания Кроза из приданого дочери маркиза Дю Шателя. Приобретённая коллекция с большими предосторожностями была успешно перевезена в июне 1772 года на судне «Ласточка» в Санкт-Петербург и легла в основу картинной галереи российских императоров, став крупным и ценным в истории пополнением художественных фондов этого музея, особенно подняв уровень собрания итальянской живописи и положив начало собранию французских мастеров этой картинной галереи мира. В искусствоведении подчёркивается, что эта покупка имела важное значение для формирования художественного собрания музея. Так, по мнению В. Ф. Левинсона-Лессинга, приобретение коллекции Кроза можно расценивать как «самое значительное пополнение Эрмитажа, имевшее решающее значение для общего характера галереи…»
Чрезвычайно успешной эта покупка была и с финансовой точки зрения. По мнению Голицына, Дидро при приобретении собрания Кроза сумел сэкономить по крайней мере 200 000 ливров. Кроме того, после смерти министра иностранных дел Франции герцога Шуазёля Дидро удалось приобрести для Екатерины 11 картин из этой коллекции, увеличенной ранее за счёт части коллекции Кроза, полученного по наследству его женой герцогиней Шуазель. По поводу этого крупного аукциона французский просветитель писал Фальконе:
Увоз картин барона Тьера в Петербург, конкуренция г. де Лаборда и г-жи Дюбарри и другие моменты, связанные с личностью г. Шуазёля, невероятно подняли цены на этом аукционе. Около 50 картин продано здесь за 440 000 ливров, тогда как мы три месяца тому назад получили 500 за 460 000 ливров. Неудивительно, что наследники барона Тьера мечут громы и молнии.
В 1787 году для Эрмитажа была приобретена богатая коллекция камей и инталий Луи-Филиппа-Жозефа Орлеанского из фамильного собрания герцогов Орлеанских, которая в 1741 году обогатилась покупкой резных камней Пьера Кроза на распродаже после его смерти, и таким образом и картины, и геммы Кроза соединились в Эрмитаже. По выражению графа Е. Ф. Комаровского, данная покупка императрицы, включающая в себя 1500 предметов, являла собой «одну из первых достопамятностей Эрмитажа». С 2001 года треть этой коллекции экспонируется в Золотой гостиной Зимнего дворца под названием «Судьба одной коллекции. 500 резных камней из кабинета герцога Орлеанского».

## Картины, приобретённые из собрания Кроза для Императорского Эрмитажа в Санкт-Петербурге

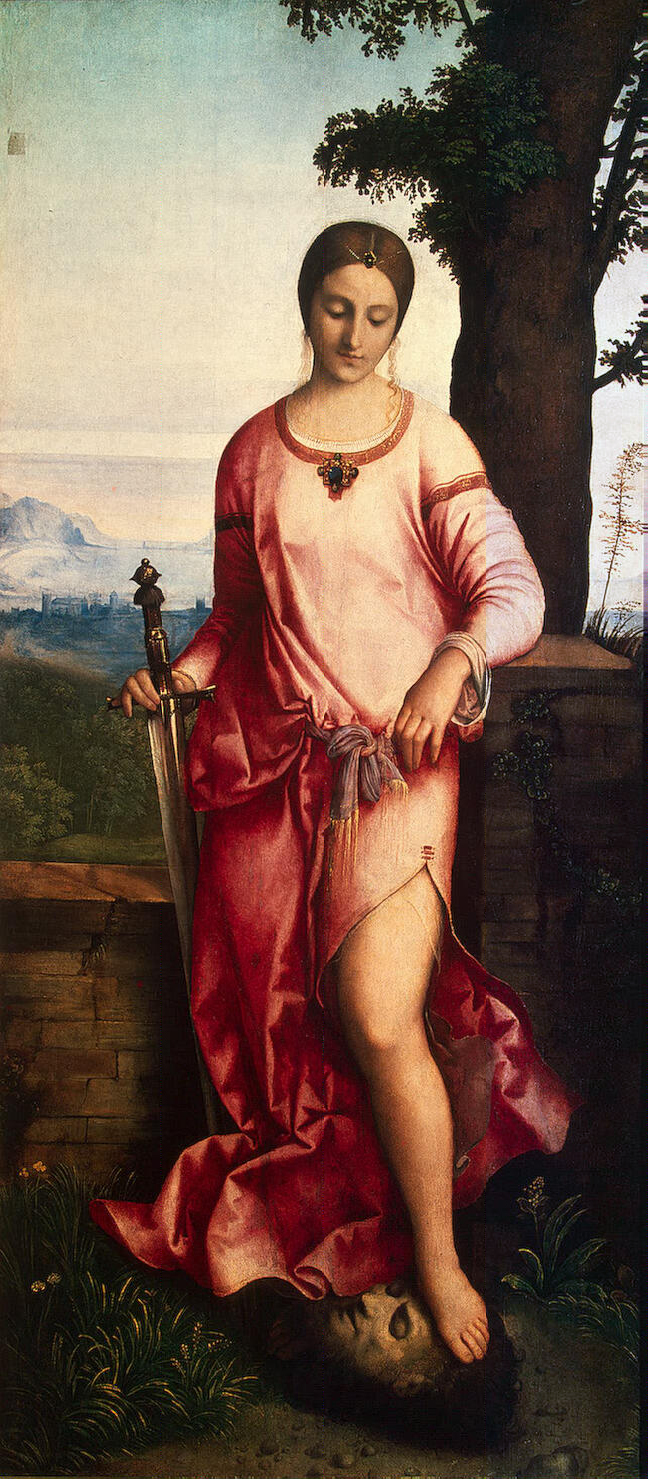
Джорджоне. Юдифь. Ок. 1504. Эрмитаж
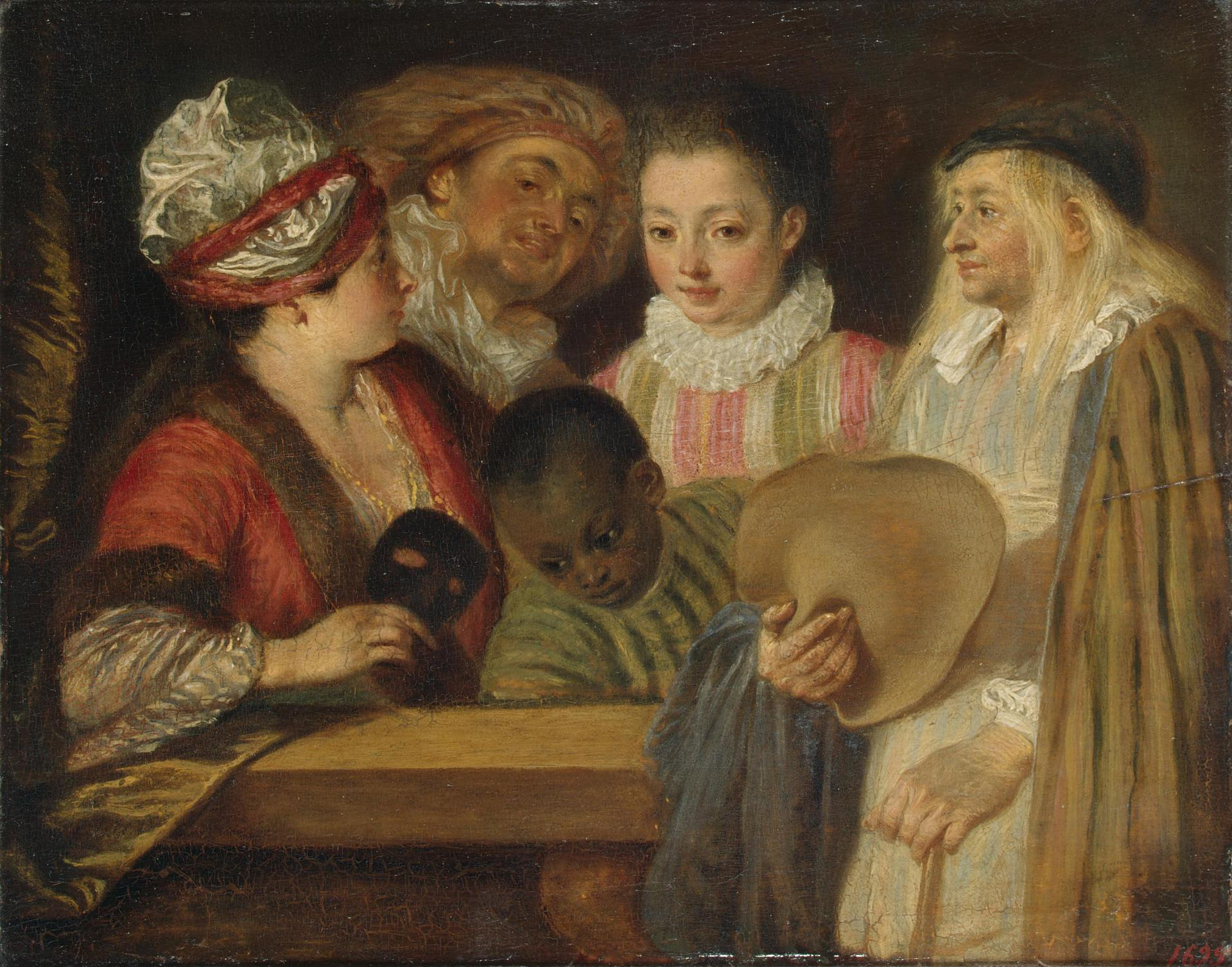
Антуан Ватто. Актёры Французской комедии. Между 1711 и 1717. Эрмитаж
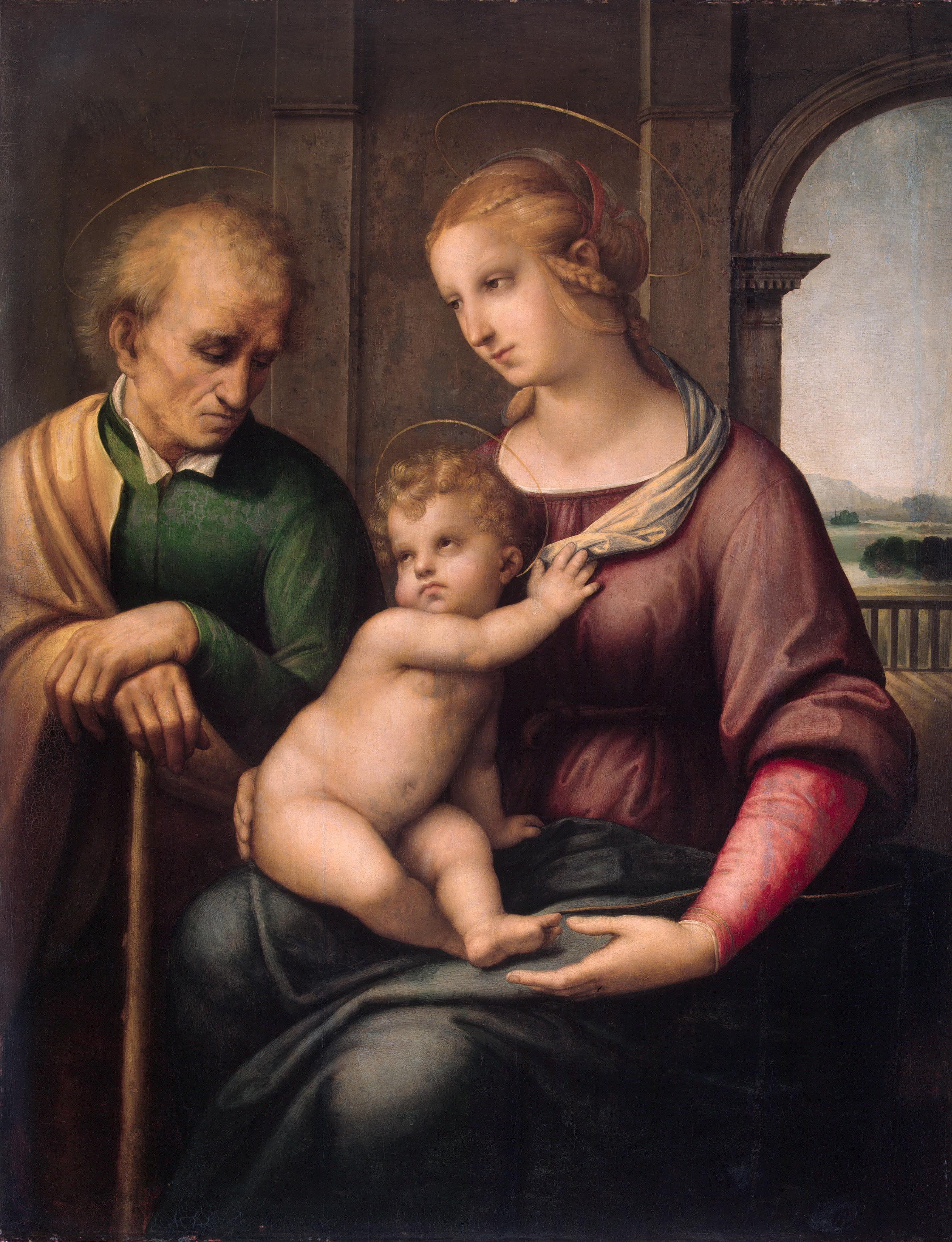
Рафаэль Санти. Святое семейство (Мадонна с безбородым Иосифом). Ок. 1506. Эрмитаж
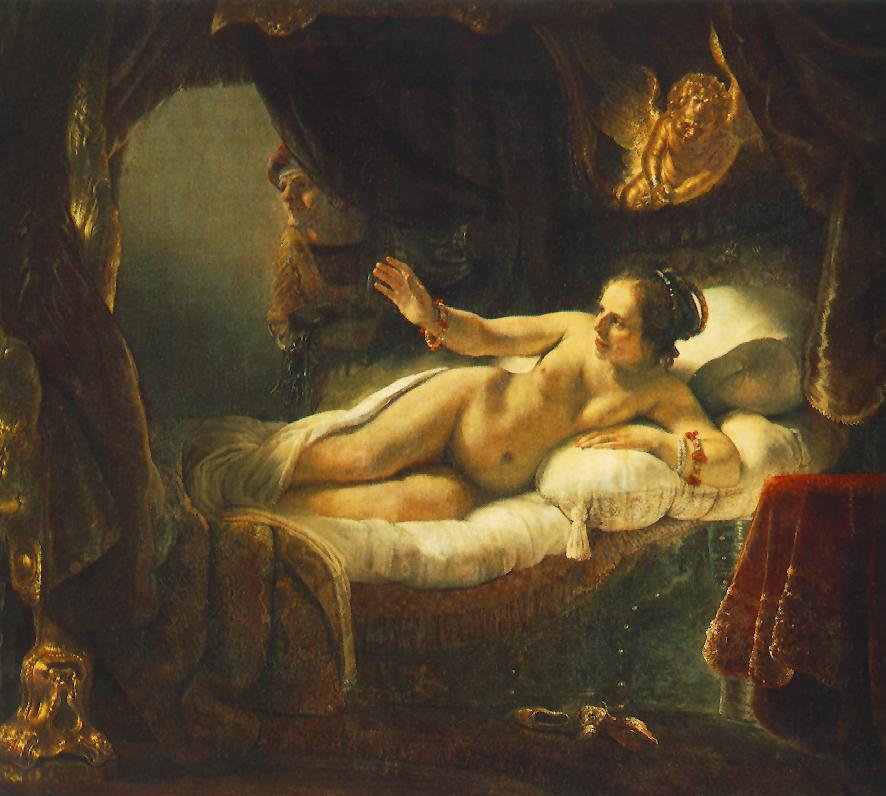
Рембрандт. Даная. Между 1636 и 1647 гг. Эрмитаж
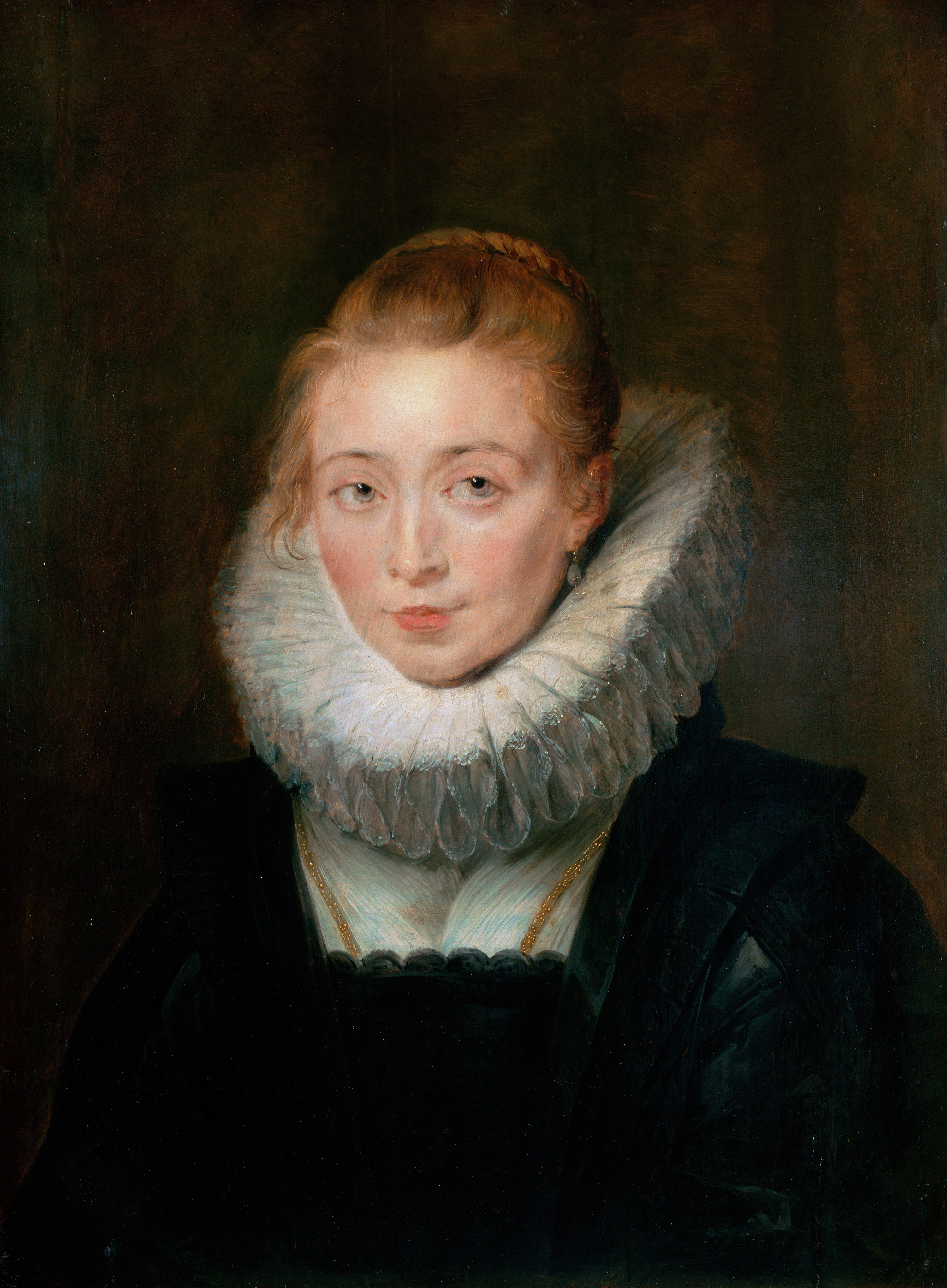
Питер Пауль Рубенс. Портрет камеристки инфанты Изабеллы. 1623—1626. Эрмитаж
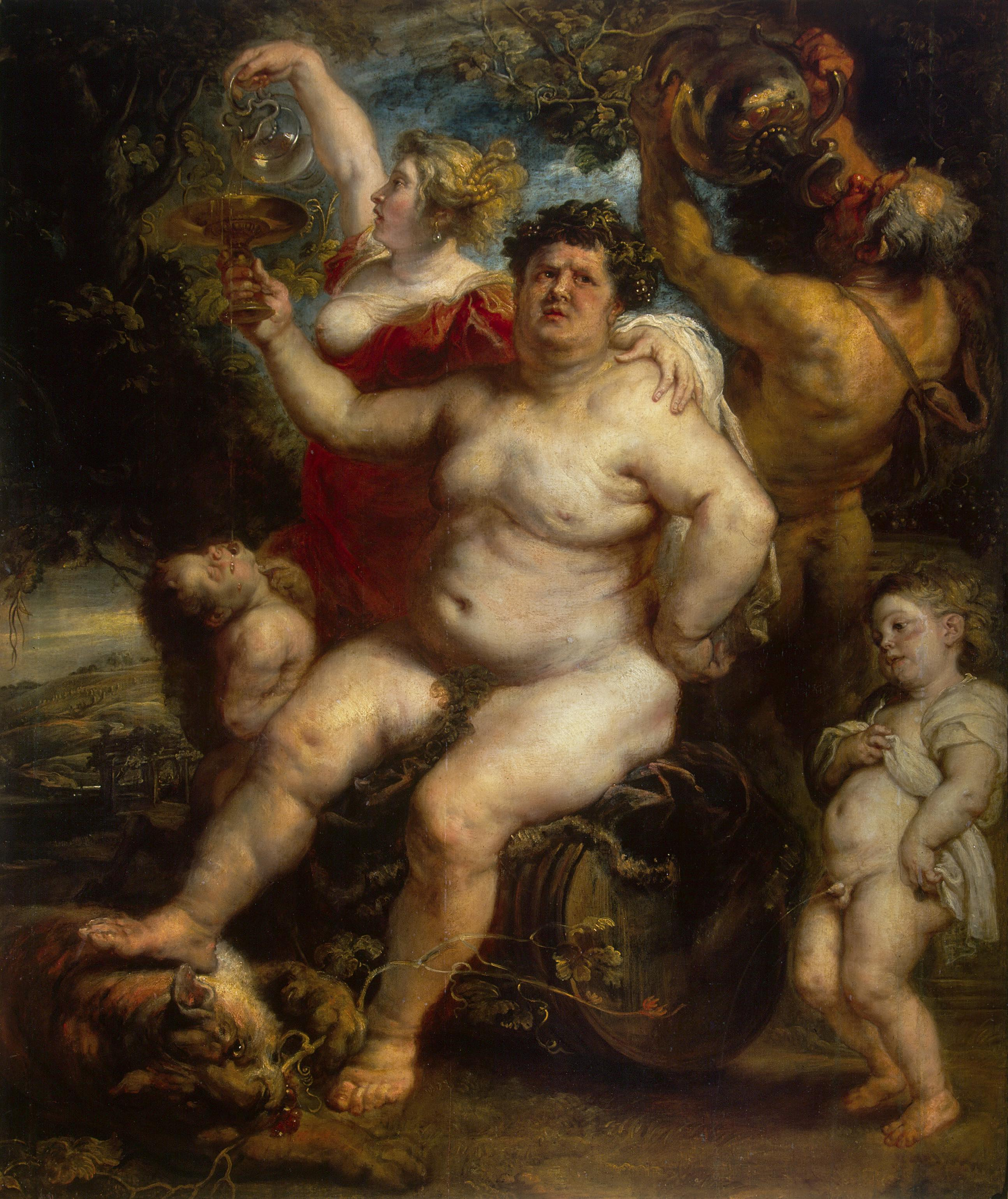
Питер Пауль Рубенс. Вакх. Между 1638 и 1640. Эрмитаж
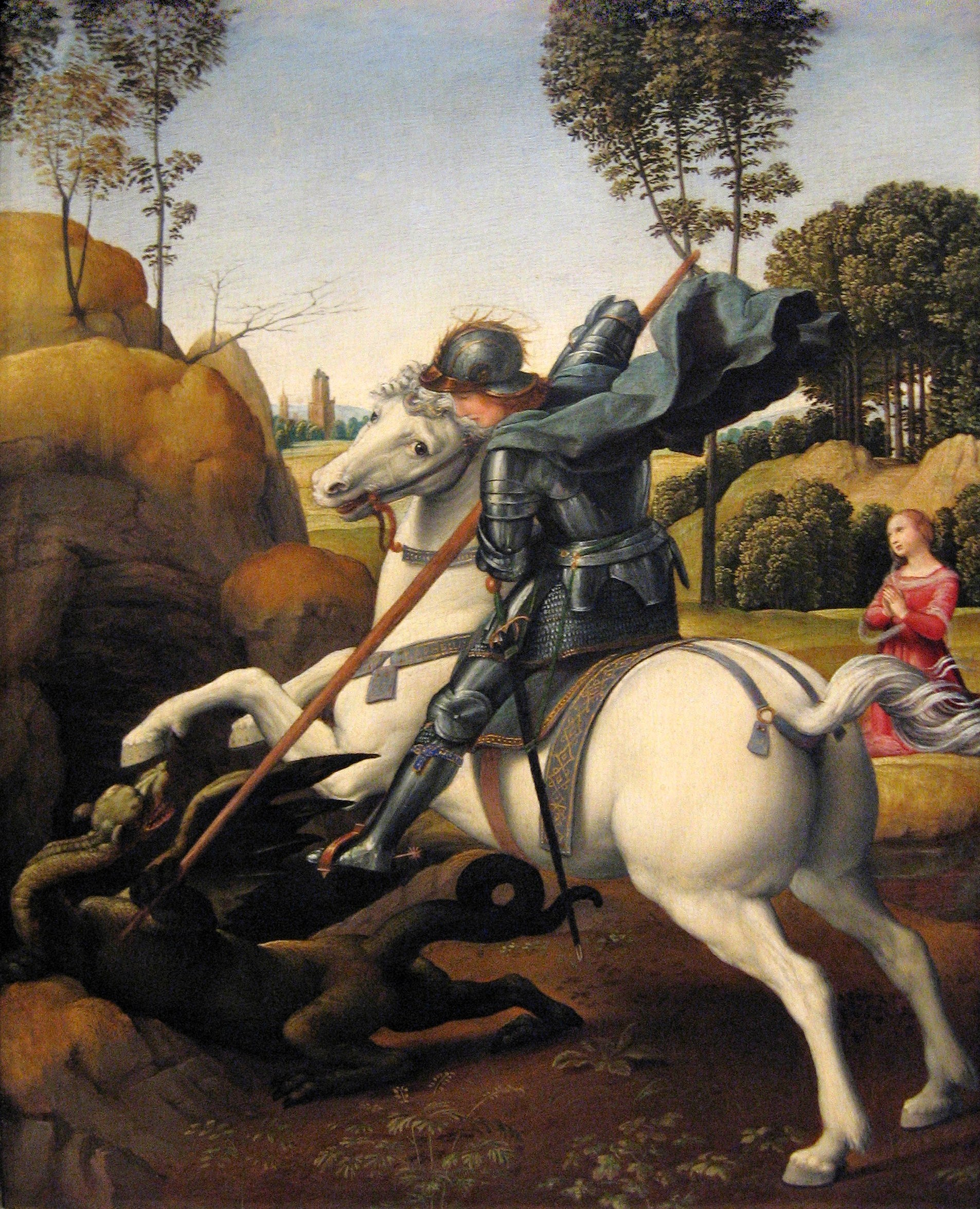
Рафаэль. Святой Георгий и дракон. Ок. 1506. Национальная галерея искусств, Вашингтон
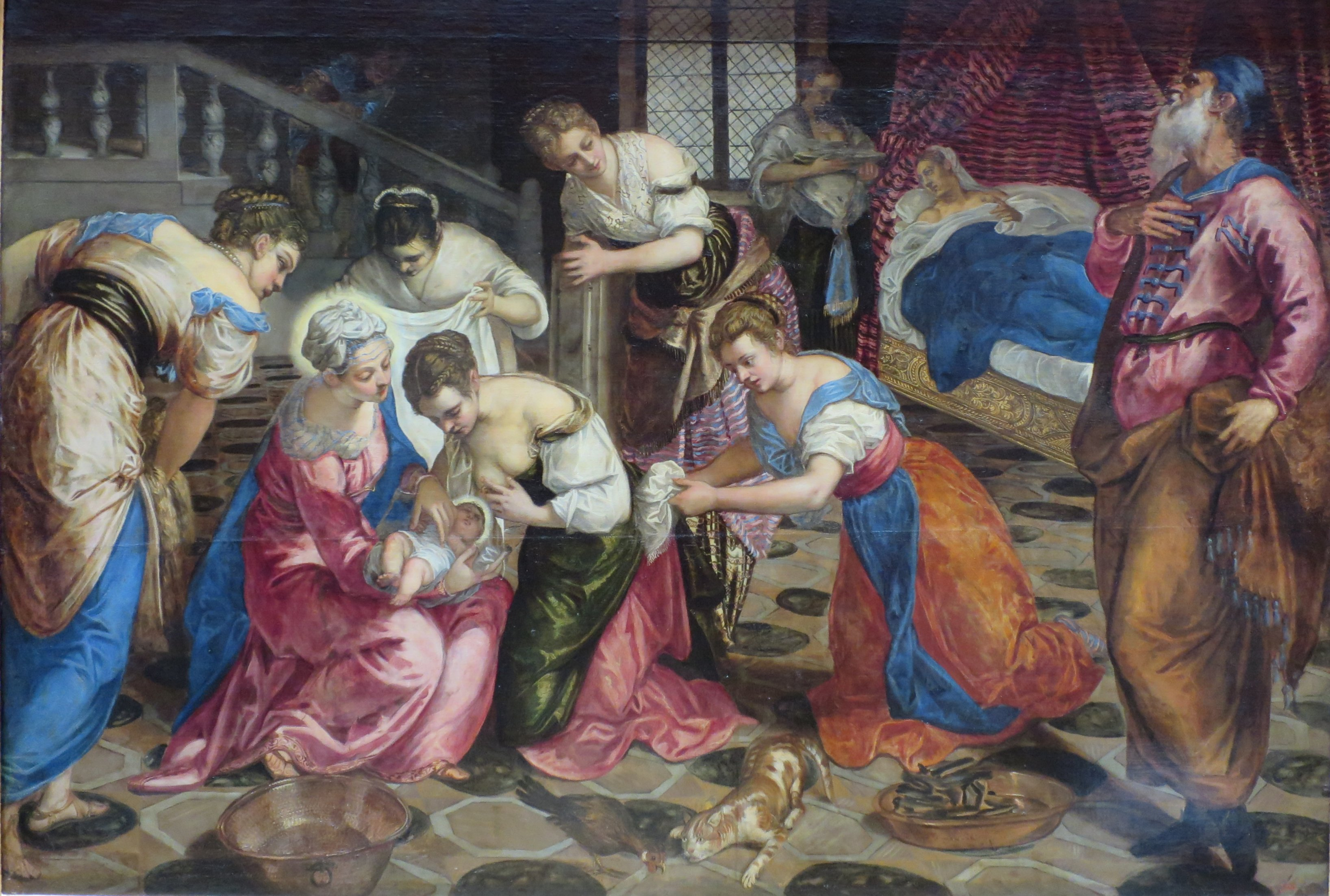
Тинторетто. Рождение Иоанна Крестителя, 1550-е гг. Эрмитаж
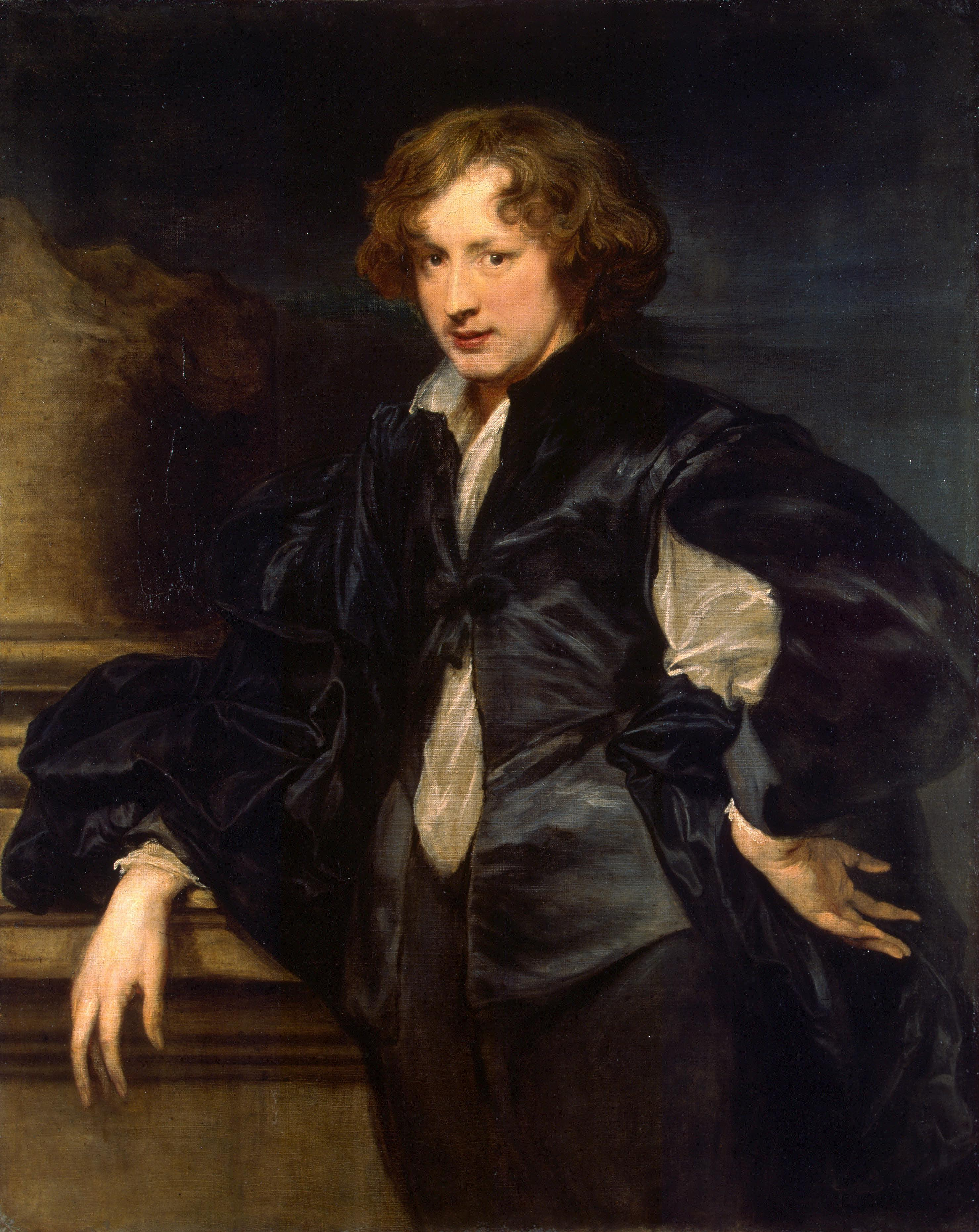
Антонис Ван Дейк. Автопортрет. 1623. Эрмитаж